# Slavná mše

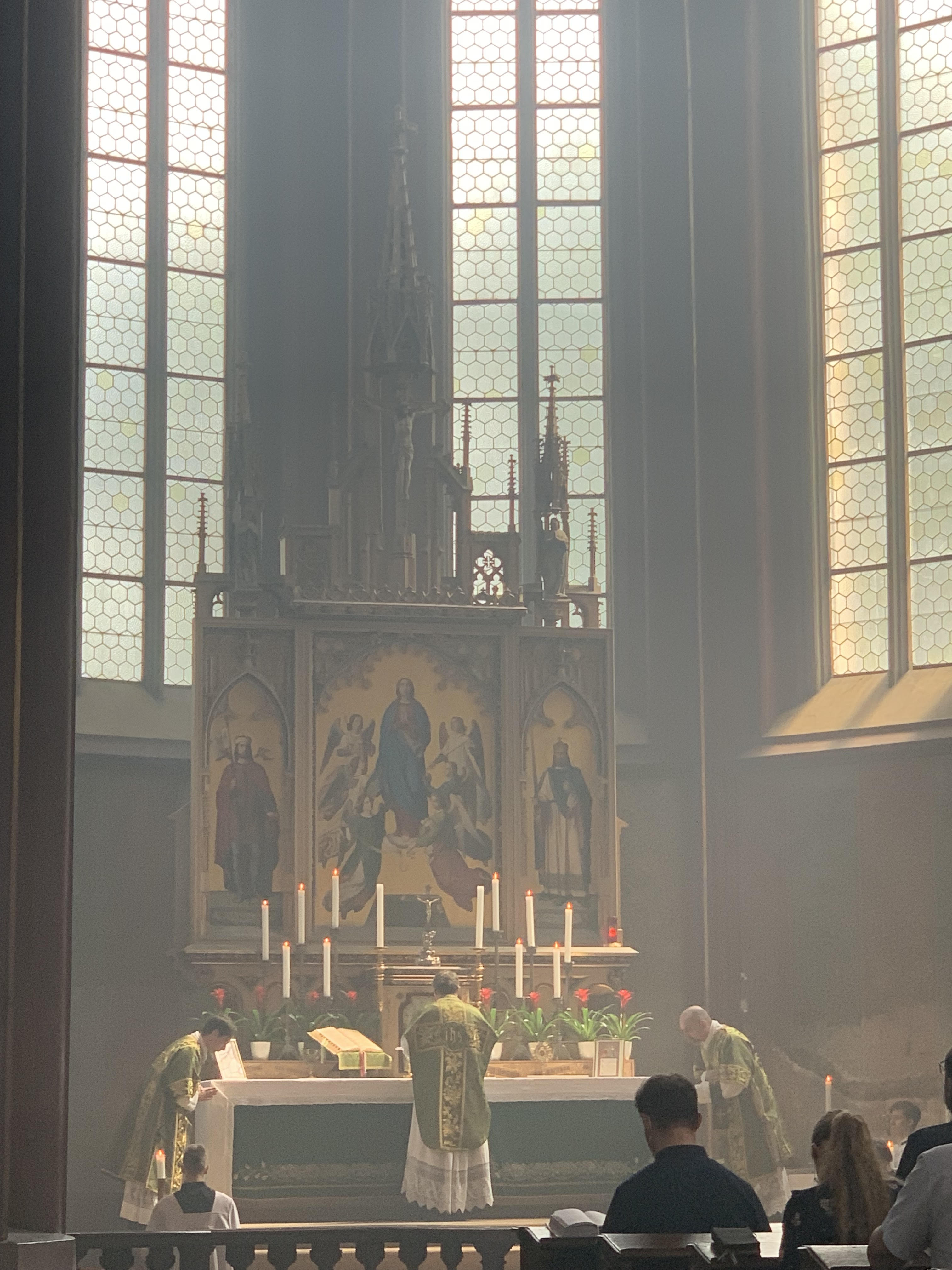
Rektor kostela Nanebevzetí Panny Marie a svatého Karla Velikého R.D. Stanislav Přibyl celebruje asistovanou mši svatou (forma extraordinaria, ad orientem)

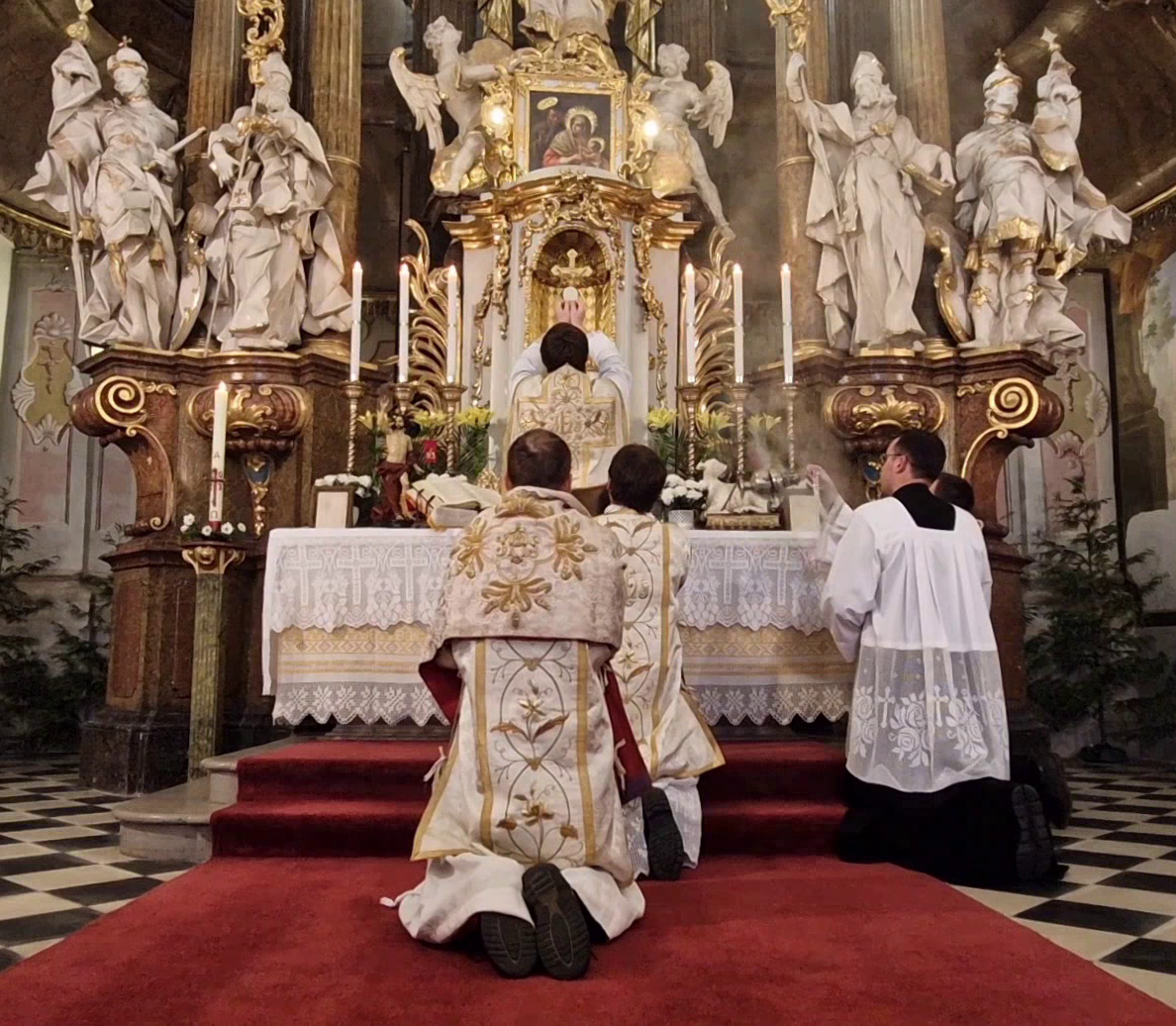
Pozdvihování při slavné tridentské mši, na obrázku mše v kostele sv. Jana Nepomuckého v Prostějově.

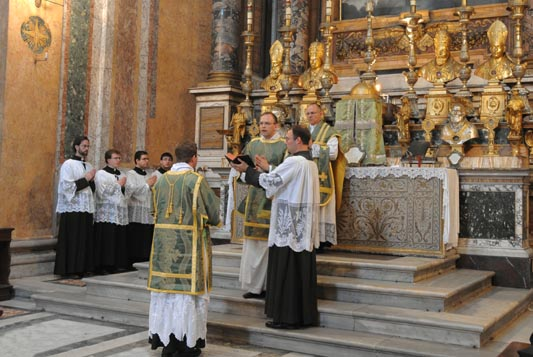
Slavná tradiční mše, kde jáhen na konci mše zpívá "Ite, missa est".

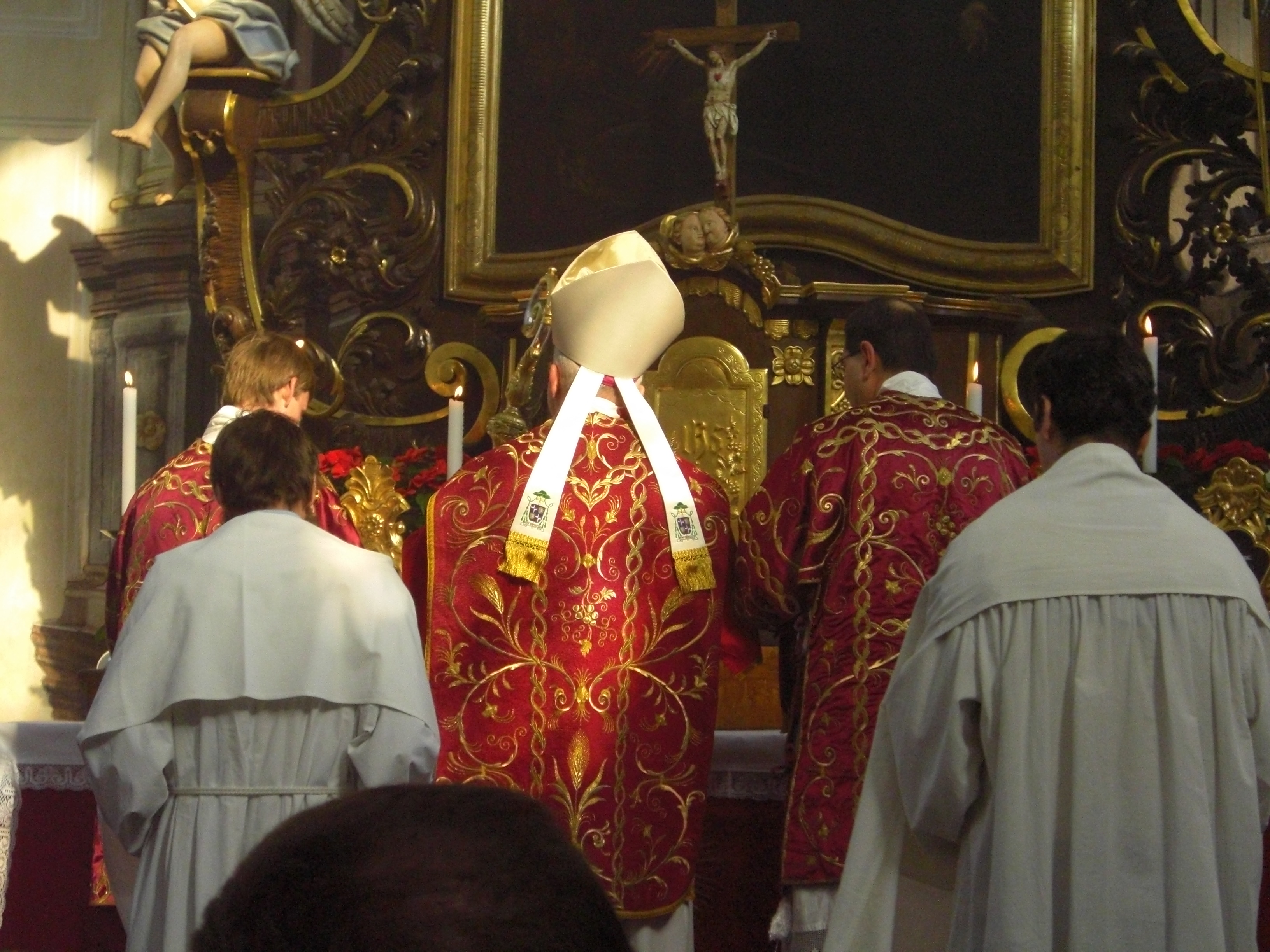
Pontifikální mše podle misálu Jana XXIII. celebrovaná Janem Baxantem. Po 40 letech byl Baxant prvním českým biskupem, který opět sloužil tradiční mši svatou.

Slavná mše, slavnostní mše (svatá) nebo latinsky missa solemnis je v některých západokřesťanských církvích označení mše prováděné zvláště slavnostním způsobem. Při jejím vysluhování bývá obvykle přítomno více asistujících duchovních, liturgické texty se zpívají a užívá se kadidlo, procesní svíce a kříž. Obvykle se slavná mše slouží o velkých svátcích a mimořádných příležitostech. Předsedá-li slavné mši biskup, hovoří se o  (slavnostní) pontifikální mši, předsedá-li jí papež, jedná se o (slavnostní) papežskou mši.
V liturgii tridentské mše, používané před druhým vatikánským koncilem a nezřídka i dnes, má termín missa solemnis přesně definovaný význam: jde o plnou, nezkrácenou formu mešního ordinaria, které se kromě celebranta (biskupa či kněze) účastní i dva duchovní, jáhen a podjáhen, v praxi často nahrazovaní kněžími. Navíc se používá kadidlo a liturgické texty se zpívají (na rozdíl od jednoduché missa privata, „soukromé mše“, ale podobně jako v missa cantata, „zpívané mši“, která se však obejde bez jáhna a podjáhna). Missa solemnis se chápala jako jediná plnohodnotná forma mše římského ritu a ostatní dvě formy jen jako její zjednodušení, přičemž některé jejich prvky lze vysvětlit právě jen s odkazem na úplný průběh mše podle ritu slavné mše.

## Missa solemnisvhudbě
Missa solemnis je v hudební oblasti chápána jako samostatný útvar, respektive hudební forma - mše, zhudebnění textu ordinaria. Mnoho hudebních skladatelů zhudebnilo mešní liturgický text. Takové zhudebnění obvykle bývá určeno pro velký smíšený sbor a sólisty s bohatým hudebním doprovodem symfonického orchestru. Struktura a textový základ takovéto mše jsou stejné jako u jiných zhudebnění latinského ordinária, hudba však mívá slavnostnější charakter. Známá je například Beethovenova Missa solemnis D dur z roku 1823 (toto dílo bylo poprvé vcelku uvedeno v kostele sv. Petra a Pavla ve Varnsdorfu). Zvláštním případem missy solemnis je také Česká mše vánoční Jakuba Jana Ryby. 

## Některá zhudebněníMissae solemnes
baroko
- Johann Sebastian Bach: Mše h moll BWV 232
- Johann Adolf Hasse: Missa in d
- Alessandro  Scarlatti: Messa die Santa Cecilia MV 6
- Jan Dismas Zelenka: Missa circumcisionis ZWV 11
- Johann David Heinichen: Missa Nr. 9 in D
- František Xaver Richter: Missa Hyemalis
- Ignaz Holzbauer: Missa in C
- Jan Václav Stamic: Missa solemnis in D

klasicismus
- Johann Georg Schürer: Missa in d
- František Xaver Brixi: Nissa integra
- Vincenzo Righini: Missa solemnis in d
- Ludwig van Beethoven Missa solemnis in D
- Joseph Haydn: Missa Cellensis in honorem Beatissimae Virginis Mariae Hob. XXII:5
- Karl Ditters von Dittersdorf: Missa solemnis in C
- Wolfgang Amadeus Mozart: Große Messe in c-Moll KV 427
- Wolfgang Amadeus Mozart: Missa solemnis in C (též „Dvorní“, KV 337)
- Leopold Mozart: Missa solemnis in C
- Václav Emanuel Horák
- Jan Křtitel Vaňhal
- Karel Blažej Kopřiva
- Bedřich Antonín Wiedermann

romantismus
- Gioacchino Rossini Petite messe solennelle
- Ferenc Liszt: Missa solennis zur Einweihung der Basilika in Gran (tzv. „Granská mše“, první verze je z roku 1855, druhá z let 1857–58)

moderní a soudobá hudba
- Miloš Bok Missa solemnis
- Glagolská mše (Leoš Janáček)